# Kayah (ca sĩ)

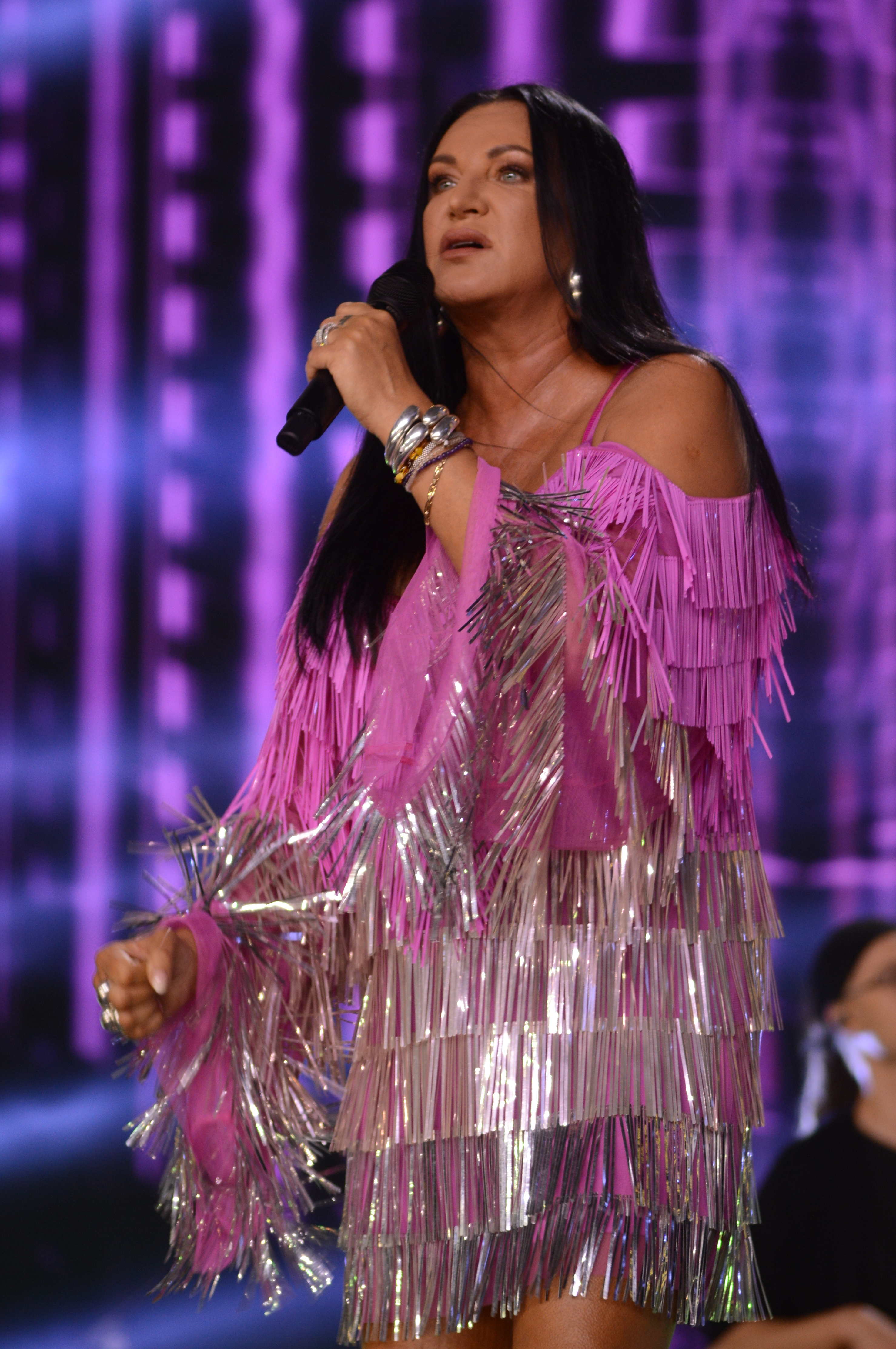
Kayah, 2022

Katarzyna Magdalena Rooijens (sinh ngày 5 tháng 11 năm 1967 tại Warsaw), nghệ danh Kayah, là một ca sĩ và nhạc sĩ người Ba Lan. Bà biểu diễn nhiều thể loại âm nhạc, bao gồm pop, soul, jazz, và dance.

## Sự nghiệp
Kayah phát hành album tự viết đầu tiên "Kamien" vào năm 1995. Bà sở hữu album bán chạy 700.000 đĩa bạch kim "Kayah and Bregovic", nhiều giải thưởng từ MTV, Công nghiệp âm nhạc Ba Lan, Truyền hình Ba Lan.
Bà là một trong những nghệ sĩ được trao nhiều giải thưởng Fryderyk nhất, và đứng thứ tư trong danh sách "50 nữ ca sĩ Ba Lan xuất sắc nhất" của tạp chí âm nhạc Ba Lan Machina.